# 陈亮伟
陈亮伟，中华人民共和国政治人物、全国脱贫攻坚先进个人。

## 生平
陈亮伟任祁东县启航学校党支部书记、校长。因在脱贫攻坚战中作出突出贡献，2021年2月25日全国脱贫攻坚总结表彰大会上，陈亮伟被授予“全国脱贫攻坚先进个人”。